# منتخب ناورو لكرة السلة للسيدات
منتخب ناورو لكرة السلة للسيدات هو ممثل ناورو الرسمي في المنافسات الدولية في كرة السلة للسيدات
.